# أرام أفاغيان
أرام أفاغيان (مواليد 18 يناير 1991) هو ملاكم أرميني، مثّل بلاده في الألعاب الأولمبية الصيفية 2016.

## وصلات خارجية
أرام أفاغيان على موقع بوكس ريك (الإنجليزية) (registration required)
- أرام أفاغيان على موقع اللجنة الأولمبية الدولية (الإنجليزية)
- أرام أفاغيان على موقع أوليمبيديا (الإنجليزية)